# Andreas Maislinger
Andreas Maislinger (Sankt Georgen bei Salzburg, 26 febbraio 1955) è uno storico e politologo austriaco.

## Biografia

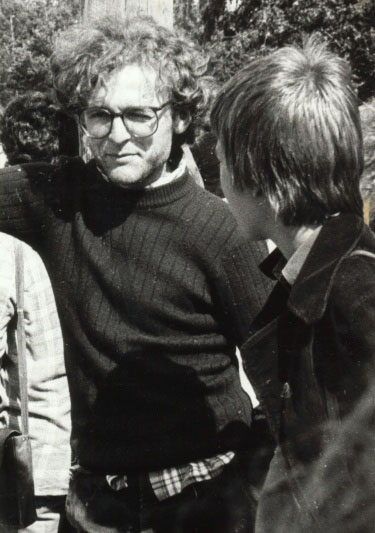
Andreas Maislinger nel 1981

Maislinger studiò legge e scienze politiche a Salisburgo. Approfondì le sue conoscenze studiando anche la storia d'Europa a Vienna, mentre per diversi anni frequenta l'università a Francoforte e a Innsbruck. Nel 1980 si laureò con una tesi sui "Problemi della politica difensiva austriaca".
In seguito lavorò nell'istituto di scienze politiche a Innsbruck, all'Università di New Orleans, e alla Humboldt di Berlino e all'Università ebraica a Gerusalemme. Nel 1982 è cofondatore del circolo di lavoro delle iniziative indipendenti per la pace in Austria (Arbeitsgemeinschaft unabhängiger Friedensinitiativen Österreichs). Nel 1986 fu uno dei fondatori dell'Associazione Austro-Ebraica Tirolese (in tedesco Österreichisch – Israelischen Gesellschaft Tirol).
Da 1992 Maislinger è il direttore dell'organizzazione storico-scientifica giornate della storia contemporanea di Braunau, che ha il compito di ricordare ed illustrare la storia contemporanea della città di Braunau am Inn. Nel 1996 Maislinger collabora col giornale "Jüdischen Rundschau" (considerato la voce degli ebrei d'Austria) e con altre numerose riviste di Innsbruck.
Maislinger è fondatore di un'organizzazione che ha il compito di tenere sempre vivo il ricordo dell'Olocausto (servizio commemorativo austriaco) di cui è a capo dal 1997. In questa veste egli si è impegnato in varie questioni sociali, come ad esempio l'abolizione del servizio militare e l'insegnamento dell'olocausto nelle scuole. Nel 1998 crea l'associazione non-profit "Servizio Austriaco all'estero". Si impegna inoltre in progetti che hanno come fine l'aiuto ai giovani studenti che non possono permettersi gli studi.
Dal 2003 dirige il quotidiano Georg-Rendl-Symposion, da lui stesso fondato. Si interessa della vita e soprattutto delle opere di Georg Rendl, che Maislinger ha conosciuto da bambino a St. Georgen.